# Ајраска
Ајраска (итал. Airasca) је насеље у Италији у округу Торино, региону Пијемонт.
Према процени из 2011. у насељу је живело 3583 становника. Насеље се налази на надморској висини од 260 м.

## Становништво
Према резултатима пописа становништва 2011. у општини је живело 3.819 становника.
| 1931. | 1936. | 1951. | 1961. | 1971. | 1981. | 1991. | 2001. | 2011. |
| ----- | ----- | ----- | ----- | ----- | ----- | ----- | ----- | ----- |
| 1.090 | 1.075 | 1.053 | 1.021 | 1.501 | 3.037 | 3.252 | 3.554 | 3.819 |